# Florian Jung (Eishockeyspieler)
Florian Jung (* 20. März 1982 in Füssen) ist ein ehemaliger deutscher Eishockeystürmer, der beim SC Bietigheim-Bissingen in der 2. Bundesliga und den DEG Metro Stars in der DEL unter Vertrag stand. Er beendete seine Karriere nach der Saison 2008/09 als amtierender Meister der 2. Bundesliga.

## Karriere
Florian Jung begann das Eishockeyspielen in seiner Heimatstadt beim EV Füssen. Seine erste Profistation war allerdings in der Saison 2001/02 der SC Bietigheim-Bissingen. Er wechselte damals gemeinsam mit seinem Freund Michael Wolf in die 2. Bundesliga. Nach zwei erfolgreichen Jahren in der zweithöchsten Spielklasse wechselte er in die Deutsche Eishockey Liga zu den DEG Metro Stars. Seinen größten Erfolg feierte Jung dort mit dem Gewinn der Vizemeisterschaft und dem DEB-Pokalsieg 2005/06. Anschließend zog es ihn für die nächsten drei Jahre zurück nach Bietigheim-Bissingen. Den größten Erfolg seiner Karriere feierte Jung in seinem letzten Profispiel. In der Saison 2008/09 gewann er mit den Bietigheim Steelers die Zweitliga-Meisterschaft.

### International
Florian Jung nahm 2001 und 2002 an der U20-Junioren-Weltmeisterschaft teil.

## Erfolge und Auszeichnungen
- 2006 DEB-Pokalsieger mit den DEG Metro Stars
- 2009 Meister der 2. Eishockey-Bundesliga mit den Bietigheim Steelers